# Yang Qian
Yang Qian (Ningbo, 10 luglio 2000) è una tiratrice a segno cinese.

## Palmarès

### Olimpiadi
- 1 medaglia:
  - 2 ori (Tokyo 2020 nella carabina 10 m aria compressa e nella carabina 10 m aria compressa a squadre miste).[2]